# Taelgia
Taelgia är en svensk spännings- och dramaserie, vars första avsnitt hade premiär på SVT Play den 22 september 2023. Första säsongen består av sex avsnitt. Serien är skapad av Jens Östberg som också är seriens huvudförfattare och regissör. Serien är också den första att sända i Dolby Vision.[källa behövs]

## Handling
Serien handlar om Gabriel som har precis påbörjat sin utbildning vid en fordonsteknisk gymnasieskola. Efter att hans pappa spelat bort hemmet flyttar familjen till Ronna i Södertälje. Där hamnar Gabriel i ett kriminellt gäng tillsammans med bland andra Marko och hans surrogatbror Baloo.

## Roller i urval
- Jonay Pineda Skallak  - Marko
- John Hanna  - Gabriel
- Ranja Jan Barvary - Magda
- Sara Shirpey - Sibel
- Tanki Mosa - Baloo
- Oldoz Javidi - Lucia
- Nurbo Bozan - Jackie
- Fikret Çeşmeli - Isac
- Kalled Mustonen - Johan
- Emma Broomé - Lina
- Nora Ericsson - Lilly
- Daniel Boyacioglu - Lukas

- Jimmy Lindström - Urban
- Jason Iskander - Adam
- Victor Andersson - Rami
- Isa Aouifia - Gorgis

- Cedomir Djordjevic - Milan
- Simon Mezher - Jano
- Laura Majid - Jaklin